# Akita-Komagatake
Akita-Komagatake (japonsky 秋田駒ヶ岳, 1 637 m n. m.) je stratovulkán nacházející se v severní části japonského ostrova Honšú v prefektuře Akita. Vrchol sopky je zakončen dvěma kalderami. Jižnější kaldera má rozměry 1,5 x 3 km, severnější je menší (průměr 1,2 km). Kaldery vznikly na konci pleistocénu před 13 000, respektive 11 600 roky, a jejich dna jsou pokryta vícerými čedičovými troskovými kužely. Historicky zaznamenané erupce pocházejí z kráterů a trhlin v jižní kaldeře.